# Liber scintillarum
Il Liber scintillarum (Il libro delle scintille) è una raccolta di massime latine compilata dal monaco Difensore di Ligugé tra la fine del VII e gli inizi dell'VIII secolo.
L'autore si presenta nella prefazione come monaco dell'abbazia di San Martino a Ligugé e afferma di scrivere tale librum per volere del proprio insegnante, l'abate Ursino. 
Il Liber scintillarum si compone di ottantuno capitoli e raccoglie frasi e proverbi dai testi sacri, come la Bibbia, o le opere dei Padri della Chiesa e altri autori cristiani, suddivise e ordinate per argomento (vizi, virtù, pratiche di devozione, sacramenti e tematiche quotidiane).